# Stazione meteorologica di Lercara Friddi
La stazione meteorologica di Lercara Friddi è la stazione meteorologica di riferimento relativa alla località di Lercara Friddi.

## Coordinate geografiche
La stazione meteo si trova nell'Italia insulare, in Sicilia, in provincia di Palermo, nel comune di Lercara Friddi, a 658 metri s.l.m. e alle coordinate geografiche 37°44′N 13°36′E.

## Dati climatologici
In base alla media trentennale di riferimento 1961-1990, la temperatura media del mese più freddo, gennaio, si attesta a +6,8 °C; quella del mese più caldo, agosto, è di +24,6 °C .
| Lercara Friddi     | Mesi | Mesi | Mesi | Mesi | Mesi | Mesi | Mesi | Mesi | Mesi | Mesi | Mesi | Mesi | Stagioni | Stagioni | Stagioni | Stagioni | Anno |
| Lercara Friddi     | Gen  | Feb  | Mar  | Apr  | Mag  | Giu  | Lug  | Ago  | Set  | Ott  | Nov  | Dic  | Inv      | Pri      | Est      | Aut      | Anno |
| ------------------ | ---- | ---- | ---- | ---- | ---- | ---- | ---- | ---- | ---- | ---- | ---- | ---- | -------- | -------- | -------- | -------- | ---- |
| T. max. media (°C) | 10,1 | 11,4 | 13,8 | 16,8 | 22,1 | 27,5 | 30,6 | 30,7 | 26,5 | 20,9 | 15,9 | 11,8 | 11,1     | 17,6     | 29,6     | 21,1     | 19,8 |
| T. min. media (°C) | 3,5  | 3,8  | 5,1  | 7,2  | 11,0 | 15,3 | 18,2 | 18,6 | 15,9 | 12,1 | 8,6  | 5,6  | 4,3      | 7,8      | 17,4     | 12,2     | 10,4 |